# Serrat de les Garrigues (Santa Maria d'Oló)
El Serrat de les Garrigues és una serra situada al municipi de Santa Maria d'Oló, a la comarca del Moianès, amb una elevació màxima de 718 metres.